# Bethpage Air Show

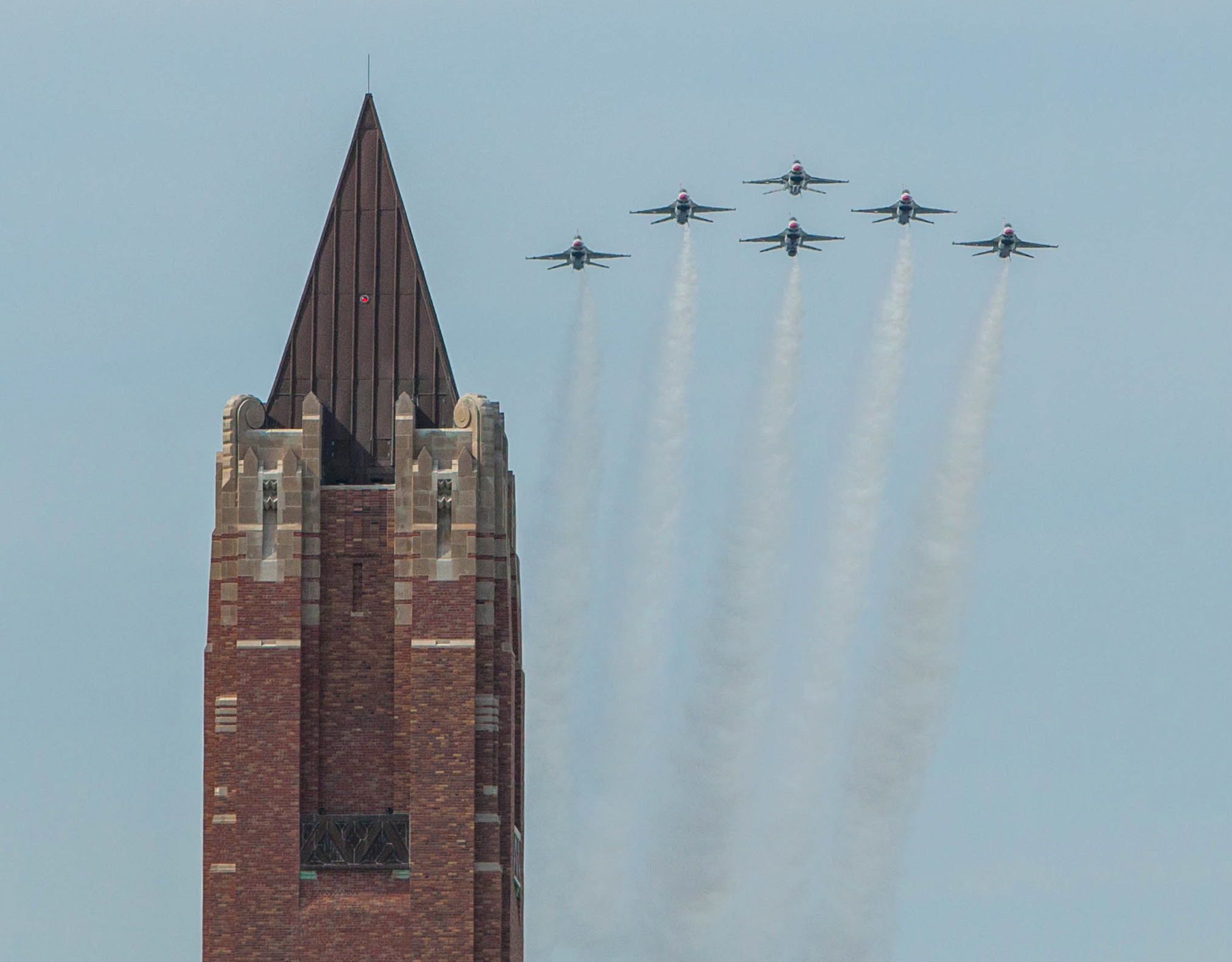
Samoloty uczestniczące w Bethpage Air Show nad wieżą wodną stanowiącą jeden z charakterystycznych punktów krajobrazowych Jones Beach

Bethpage Air Show – zaczynające się tradycyjnie w Memorial Day doroczne kilkudniowe pokazy lotnicze na Long Island w stanie Nowy Jork w Stanach Zjednoczonych. Wśród ich uczestników są tradycyjnie lotnicze grupy akrobatyczne amerykańskiej marynarki wojennej US Navy Blue Angels oraz sił powietrznych U.S. Air Force Thunderbirds.
W 2020 roku pokazy zostały odwołane w związku z globalną pandemią COVID-19, piloci Blue Angels oraz Thunderbirds wykonali jednak wspólny przelot nad Nowym Jorkiem i Long Island, w hołdzie miastu które szczególnie zostało dotknięte skutkami pandemii oraz walczącym z nią pracownikom medycznym.